# Беллем, Роберт Лесли

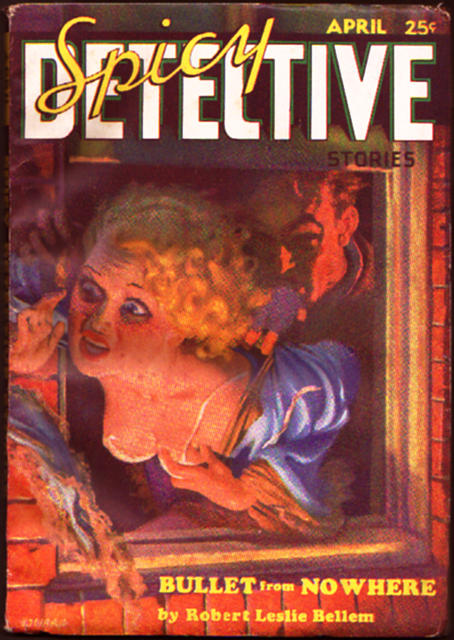
Обложка журнала Spicy Detective Stories (апрель 1935 г., том 2, № 6) с иллюстрацией книги «Пуля из ниоткуда» Роберта Лесли Беллема.

Роберт Лесли Беллем (англ. Robert Leslie Bellem; 19 июля 1902 — 1 апреля 1968) — американский писатель, опубликовавший большую часть своих работ в журналах. Стал известным после публикации детектива «Дэн Тернер». Прежде чем стать писателем, он работал в Лос-Анджелесе газетным репортером, диктором на радио и кинематографистом .

## Журналы
Беллем писал в различных жанрах для многих журналов, особенно принадлежащих Culture Publications, таких как Spicy Detective, Spicy Adventure, Spicy Western и Spicy Mystery. Слово «spicy» в названиях этих журналов предназначалось для обозначения сексуального содержания.
Самым известным произведением Роберта Беллема стал голливудский детектив «Дэн Тернер», рассказы в нём были написаны от первого лица в колоритном, жаргонном стиле, который сделал их чрезвычайно популярными.
Беллем также создал других персонажей, таких как Ник Рэнсом, который несколько раз появлялся в «Захватывающем детективе», однако ни один из них не оказался таким успешным, как Дэн Тернер. Утверждается, что за 30 лет своей карьеры, Беллем написал около 3000 рассказов, которые в дальнейшем были опубликованы в журналах. Он также написал два романа, самый известный из которых — «Голубое убийство» (Phoenix Press, 1938).

## Карьера на телевидении
После того, как журналы перестали пользоваться спросом среди читателей, Беллем переключился на написание сценариев для телевидения в 1950-х годах, включая ряд сценариев для «Одинокого рейнджера», « Приключения Супермена», «Перри Мейсон», «Сансет Стрип 77» и других.